# Verordnung (EG) Nr. 178/2002 (Lebensmittelbasisverordnung)
Die Verordnung (EG) Nr. 178/2002 (Lebensmittelbasisverordnung) ist die Grundlage des harmonisierten Lebensmittelrechts und  Futtermittelrechts in der Europäischen Union.

## Entstehungsgeschichte
Mit Inkrafttreten der Lebensmittelbasisverordnung wurde das Lebensmittelrecht der EU grundlegend verändert und zugleich harmonisiert. Sie und die in ihrer Folge ergangenen Regelungen wechselten von der vorigen Methodik über national umzusetzende Richtlinien zum Instrument der Verordnungen, die direkt gelten und zu denen die Mitgliedstaaten allenfalls noch Regelungen zur Ausführung oder zur Ahndung von Verstößen zu schaffen haben. Sie führte eine Reihe von Grundsätzen ein wie das Prinzip der Risikoanalyse, Transparenz, Verantwortlichkeit des Lebensmittelunternehmers für die Lebensmittelsicherheit und der Rückverfolgbarkeit. Ihr Zustandekommen wurde wesentlich durch die internationalen Codex Alimentarius – Standards beeinflusst. Die Einführung der Basisverordnung führte dazu, dass in Deutschland im Jahr 2005 mit dem Lebensmittel- und Futtermittelgesetzbuch ein neues nationales Rahmengesetz für das Lebensmittelrecht eingeführt werden musste.

## Gliederung
Die Basisverordnung ist in fünf Kapitel gegliedert.

### Kapitel I
Hier wird in drei Artikeln der Zweck und der Anwendungsbereich der Verordnung festgelegt und es werden Begriffe für den Geltungsbereich des EU-Lebensmittelrechts definiert.

#### Artikel 1 Ziel und Anwendungsbereich
In diesem Artikel werden die grundlegenden Ziele des EU-Lebensmittelrechts beschrieben. Das EU-Lebensmittelrecht soll einerseits ein „hohes Schutzniveau für die Gesundheit des Menschen“ schaffen und andererseits „ein reibungsloses Funktionieren des Binnenmarkts“ gewährleisten. Dabei soll die auch Vielfalt der Nahrungsmittel in der EU berücksichtigt werden. Die Verordnung gilt für „alle Produktions-, Verarbeitungs- und Vertriebsstufen von Lebensmitteln und Futtermitteln“ von der landwirtschaftlichen Urproduktion („Primärproduktion“) bis zur Abgabe an den Endverbraucher („Einzelhandel“). Sie gilt nicht für die Primärproduktion (Anbau, Zucht, Jagd, Fischen) für den privaten häuslichen Gebrauch oder für die häusliche Verarbeitung, Handhabung oder Lagerung von Lebensmitteln zum häuslichen privaten Verbrauch.

#### Artikel 2 Definition von „Lebensmittel“
„Im Sinne dieser Verordnung sind ‚Lebensmittel‘ alle Stoffe oder Erzeugnisse, die dazu bestimmt sind oder von denen nach vernünftigem Ermessen erwartet werden kann, dass sie in verarbeitetem, teilweise verarbeitetem oder unverarbeitetem Zustand von Menschen aufgenommen werden“

Zu Lebensmitteln zählen laut der Lebensmittelbasisverordnung auch „Getränke, Kaugummi sowie alle Stoffe, die dem Lebensmittel bei seiner Herstellung oder Ver- oder Bearbeitung absichtlich zugesetzt werden“ (einschließlich Wasser).
Nicht zu Lebensmitteln gehören laut Artikel 2:
1. Futtermittel,
2. lebende Tiere, soweit sie nicht für das Inverkehrbringen zum menschlichen Verzehr hergerichtet worden sind,
3. Pflanzen vor dem Ernten,
4. Arzneimittel im Sinne der Richtlinien Richtlinie 65/65/EWG[3] und Richtlinie 92/73/EWG[4] des Rates,
5. kosmetische Mittel im Sinne der Richtlinie 76/768/EWG[5] des Rates,
6. Tabak und Tabakerzeugnisse im Sinne der Richtlinie 89/622/EWG[6] des Rates,
7. Betäubungsmittel und psychotrope Stoffe im Sinne des Einheits-Übereinkommens über Suchtstoffe der Vereinten Nationen, 1961, und des Übereinkommens über psychotrope Stoffe der Vereinten Nationen, 1971,
8. Rückstände und Kontaminanten.

Da Lebensmittelzusatzstoffe hier nicht ausgenommen sind, gelten diese auch als Lebensmittel.

#### Artikel 3 Sonstige Definitionen
Gemäß den Begriffsbestimmungen dieses Artikels bezeichnen im Geltungsbereich des EU-Lebensmittelrechts die Ausdrücke
1. „Lebensmittelrecht“ die Rechts- und Verwaltungsvorschriften für Lebensmittel im Allgemeinen und die Lebensmittelsicherheit im Besonderen, sei es auf gemeinschaftlicher oder auf einzelstaatlicher Ebene, wobei alle Produktions-, Verarbeitungs- und Vertriebsstufen von Lebensmitteln wie auch von Futtermitteln, die für der Lebensmittelgewinnung dienende Tiere hergestellt oder an sie verfüttert werden, einbezogen sind;
2. Lebensmittelunternehmen alle Unternehmen, gleichgültig, ob sie auf Gewinnerzielung ausgerichtet sind oder nicht und ob sie öffentlich oder privat sind, die eine mit der Produktion, der Verarbeitung und dem Vertrieb von Lebensmitteln zusammenhängende Tätigkeit ausführen;
3. „Lebensmittelunternehmer“ die natürlichen oder juristischen Personen, die dafür verantwortlich sind, dass die Anforderungen des Lebensmittelrechts in dem ihrer Kontrolle unterstehenden Lebensmittelunternehmen erfüllt werden;
4. „Futtermittel“ Stoffe oder Erzeugnisse, auch Zusatzstoffe, verarbeitet, teilweise verarbeitet oder unverarbeitet, die zur oralen Tierfütterung bestimmt sind;
5. „Futtermittelunternehmen“ alle Unternehmen, gleichgültig, ob sie auf Gewinnerzielung ausgerichtet sind oder nicht und ob sie öffentlich oder privat sind, die an der Erzeugung, Herstellung, Verarbeitung, Lagerung, Beförderung oder dem Vertrieb von  Futtermitteln beteiligt sind, einschließlich Erzeuger, die Futtermittel zur Verfütterung in ihrem eigenen Betrieb erzeugen, verarbeiten oder lagern;
6. „Futtermittelunternehmer“ die natürlichen oder juristischen Personen, die dafür verantwortlich sind, dass die Anforderungen des Lebensmittelrechts in dem ihrer Kontrolle unterstehenden Futtermittelunternehmen erfüllt werden;
7. „Einzelhandel“ die Handhabung und/oder Be- oder Verarbeitung von Lebensmitteln und ihre Lagerung am Ort des Verkaufs oder der Abgabe an den Endverbraucher; hierzu gehören Verladestellen, Verpflegungsvorgänge, Betriebskantinen, Großküchen, Restaurants und ähnliche Einrichtungen der Lebensmittelversorgung, Läden, Supermarkt-Vertriebszentren und Großhandelsverkaufsstellen;
8. „Inverkehrbringen“ das Bereithalten von Lebensmitteln oder Futtermitteln für Verkaufszwecke einschließlich des Anbietens zum Verkauf oder jeder anderen Form der Weitergabe, gleichgültig, ob unentgeltlich oder nicht, sowie den Verkauf, den Vertrieb oder andere Formen der Weitergabe selbst;
9. „Risiko“ eine Funktion der Wahrscheinlichkeit einer die Gesundheit beeinträchtigenden Wirkung und der Schwere dieser Wirkung als Folge der Realisierung einer Gefahr;
10. „Risikoanalyse“ einen Prozess aus den drei miteinander verbundenen Einzelschritten Risikobewertung, Risikomanagement und Risikokommunikation;
11. „Risikobewertung“ einen wissenschaftlich untermauerten Vorgang mit den vier Stufen Gefahrenidentifizierung, Gefahrenbeschreibung, Expositionsabschätzung und Risikobeschreibung;
12. „Risikomanagement“ den von der Risikobewertung unterschiedenen Prozess der Abwägung strategischer Alternativen in Konsultation mit den Beteiligten unter Berücksichtigung der Risikobewertung und anderer berücksichtigenswerter Faktoren und gegebenenfalls der Wahl geeigneter Präventions- und Kontrollmöglichkeiten;
13. „Risikokommunikation“ im Rahmen der Risikoanalyse den interaktiven Austausch von Informationen und Meinungen über Gefahren und Risiken, risikobezogene Faktoren und Risikowahrnehmung zwischen Risikobewertern, Risikomanagern, Verbrauchern, Lebensmittel- und Futtermittelunternehmen, Wissenschaftlern und anderen interessierten Kreisen einschließlich der Erläuterung von Ergebnissen der Risikobewertung und der Grundlage für Risikomanagemententscheidungen;
14. „Gefahr“ ein biologisches, chemisches oder physikalisches Agens in einem Lebensmittel oder Futtermittel oder einen Zustand eines Lebensmittels oder Futtermittels, der eine Gesundheitsbeeinträchtigung verursachen kann;
15. „Rückverfolgbarkeit“ die Möglichkeit, ein Lebensmittel oder Futtermittel, ein der Lebensmittelgewinnung dienendes Tier oder einen Stoff, der dazu bestimmt ist oder von dem erwartet werden kann, dass er in einem Lebensmittel oder Futtermittel verarbeitet wird, durch alle Produktions-, Verarbeitungs- und Vertriebsstufen zu verfolgen;
16. „Produktions-, Verarbeitungs- und Vertriebsstufen“ alle Stufen, einschließlich der Einfuhr von – einschließlich – der Primärproduktion eines Lebensmittels bis – einschließlich – zu seiner Lagerung, seiner Beförderung, seinem Verkauf oder zu seiner Abgabe an den Endverbraucher und, soweit relevant, die Einfuhr, die Erzeugung, die Herstellung, die Lagerung, die Beförderung, den Vertrieb, den Verkauf und die Lieferung von Futtermitteln;
17. „Primärproduktion“ die Erzeugung, die Aufzucht oder den Anbau von Primärprodukten einschließlich Ernten, Melken und landwirtschaftlicher Nutztierproduktion vor dem Schlachten. Sie umfasst auch das Jagen und Fischen und das Ernten wild wachsender Erzeugnisse.
18. „Endverbraucher“ den letzten Verbraucher eines Lebensmittels, der das Lebensmittel nicht im Rahmen der Tätigkeit eines Lebensmittelunternehmens verwendet.

### Kapitel II
In diesem Kapitel werden in den Artikeln 4 bis 21 die Grundprinzipien des EU-Lebensmittelrecht formuliert. Demnach soll sich das Lebensmittelrecht auf das Prinzip der Risikoanalyse stützen, die aus wissenschaftlicher Risikobewertung, Risikomanagement und Risikokommunikation besteht. Außerdem wurde mit der Verordnung (EG) Nr. 178/2002 das sogenannte Vorsorgeprinzip eingeführt, welches es bei mangelnder wissenschaftlicher Sicherheit erlaubt, Maßnahmen zum Schutz der Verbraucher zu ergreifen. Mit dem Prinzip der Risikokommunikation soll sichergestellt werden, dass „Verbraucher, Lebensmittel- und Futtermittelunternehmen, die Wissenschaft und alle anderen interessierten Kreise“ in die Risikoanalyse einbezogen werden und Maßnahmen des Risikomanagements damit verständlich und nachvollziehbar werden. Dazu gehört auch, dass im Zuge der Entscheidungsfindung die Öffentlichkeit einbezogen (konsultiert) und informiert werden soll, um Transparenz sicherzustellen.
In Kapitel II werden auch grundlegende Anforderungen an die Lebensmittelsicherheit definiert: Lebensmittel dürfen nicht auf den Markt („in Verkehr“) gebracht werden, wenn sie nicht sicher sind und dürfen den Verbraucher nicht täuschen oder irreführen. Außerdem werden hier grundsätzliche Pflichten für Lebensmittelunternehmer festgelegt: Jeder Lebensmittelunternehmer trägt auf seiner Produktionsstufe die Verantwortung für die Lebensmittelsicherheit. Lebensmittelunternehmen müssen Produkte zu ihren Lieferanten und Kunden zurückverfolgen können (Rückverfolgbarkeit) und müssen nicht-sichere Lebensmittel vom Markt nehmen (Rücknahme oder Rückruf).

### Kapitel III
Die Artikel (22 bis 49) dieses Kapitels bilden die Grundlage zur Einrichtung der Europäischen Behörde für Lebensmittelsicherheit (EFSA) und beschreiben unter anderem den Auftrag und die Organisationsstruktur dieser Behörde.

### Kapitel IV
Artikel 50 bis Artikel 52 bestimmen die Einrichtung des europäischen Schnellwarnsystems, um Erkenntnisse über von Lebens- oder Futtermitteln ausgehende Gefahren schnell zwischen Mitgliedstaaten austauschen und solchen Risiken besser begegnen zu können. Artikel 53 bis 57 regeln die Organisation von Sofortmaßnahmen in Notfällen und die Grundstruktur eines Krisenmanagements.

### Kapitel V
Hier wird in Artikel 58 die EU-Kommission um einen Ständigen Ausschuss für die Lebensmittelkette und Tiergesundheit erweitert und fachlich unterstützt. Dieser Ausschuss ersetzt den Ständigen Veterinärausschuss, den Ständigen Lebensmittelausschuss, den Ständigen Ausschusses für Tierernährung und den Ständigen Ausschusses für Pflanzenschutz. Artikel 59 und 60 beschreiben die Funktionen des Ausschusses und ein mögliches Vermittlungsverfahren. In Artikel 61 bis Artikel 65 folgen Schlussbestimmungen.